# Old Speckled Hen

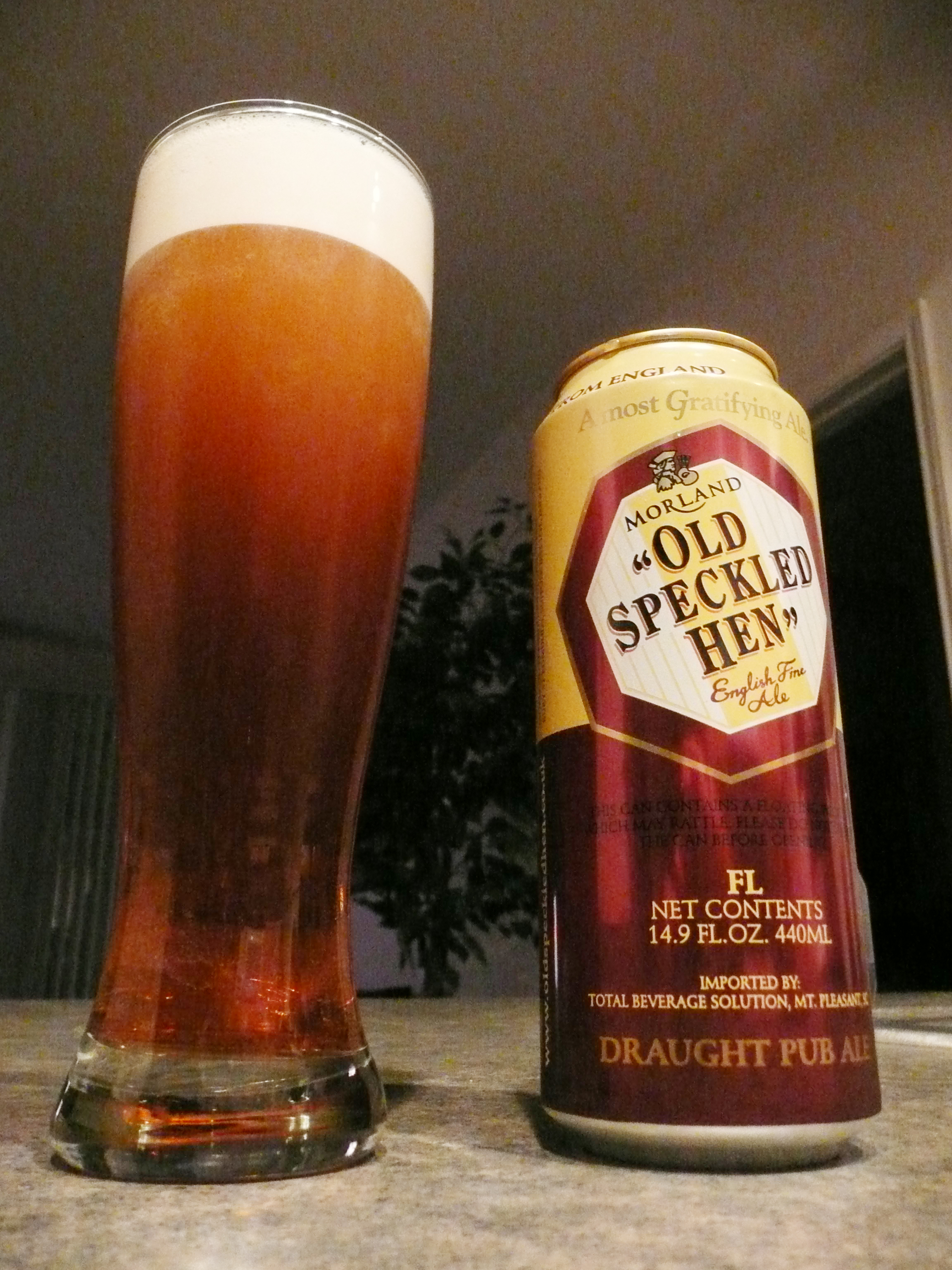
Een blik Old Speckled Hen

Old Speckled Hen is een Engelse ale gebrouwen door Morland Brewery, nu eigendom van Greene King Brewery. Old Speckled Hen werd voor het eerst gebrouwen in 1979 in Abbingdon, Oxfordshire ter gelegenheid van het 50-jarig bestaan van de MG-autofabriek aldaar. In 2000 kocht Greene King Morland en sloot het de brouwerij in Abingdon. Sindsdien wordt Old Speckled Hen gebrouwen in Greene Kings brouwerij te Bury St Edmunds.
Old Speckled Hen is te koop in meer dan dertig landen, en wordt verkocht in flessen, blikken en tonnen en vaten voor op de tap. Het merk is uitgebreid met Old Crafty Hen, een ale met een alcoholpercentage van 6,5% en Old Golden Hen, een goudkleurige ale met een alcoholpercentage van 4,1%.